# بيتر يانسين
بيتر يانسين (بالألمانية: Peter Janssen)‏ (و. 1906 – 1979 م) هو رسام ألماني، ولد في بون، توفي في برلين، عن عمر يناهز 73 عاماً.